# Національний парк Аннапурни
Національний парк Аннапурни — природоохоронна територія в Непалі, що включає в себе гірський масив Аннапурна і прилеглі до нього території.
Парк був заснований в 1986 р. в рамках проекту Національного фонду охорони природи (NTNC, National Trust for Nature Conservation).
На території національного парку проживає понад 100000 осіб, що представляють різні культурні і лінгвістичні групи. У парку мешкає 163 види тварин і 474 видів птахів, зростає 1226 видів рослин.

## Пам'ятки
- Аннапурна I (8091 м) — десята за висотою вершина світу, найнебезпечніший восьмитисячник.
- Мачапучаре (6993 м) — одна з найкрасивіших гір Гімалаїв; на вершину гори не ступала нога людини — місцевим населенням Мачапучаре шанується як будинок бога Шиви, сходження на гору заборонені.
- Долина річки Марс'янді, відома різноманітністю тваринного і рослинного світу.
- Долина річки Ґандакі, що розділяє два гірських масиви-восьмитисячника — Аннапурну і Дхаулагірі, ущелина річки вважається найглибшою в світі.
- Озеро Тілічо — важкодоступне високогірне озеро, що знаходиться на висоті 4919 м біля підніжжя піку Тілічо[2].
- Найбільший в світі ліс рододендронів[1].

## Туризм
Різноманітність природних ландшафтів, багатий тваринний і рослинний світ привертають до національного парку Аннапурни туристів з різних країн. По території парку проходить популярний туристський маршрут Трек навколо Аннапурни. Більше 60 % любителів пішого і гірського туризму, що приїжджають в Непал, здійснюють походи саме в національному парку Аннапурни. У 2000 р. парк відвідало близько 75000 осіб.
Для походів по території національного парку необхідно мати наступні документи (за даними на 2011 р.):
- Реєстраційна карта туриста (Trekkers Information Management System (TIMS) Registration Card).
- Дозвіл на перебування в національному парку Аннапурни (Annapurna Conservation Area Entry Permit).

Ці документи можна оформити в Міністерстві туризму Непалу або в туристичних офісах Катманду і Покхари.
Найбільш сприятливими сезонами для походів в національному парку Аннапурни вважаються весна і осінь. У зимовий час в гірських областях холодно і лавинонебезпечно, а літо в Непалі — сезон дощів.

## Галерея

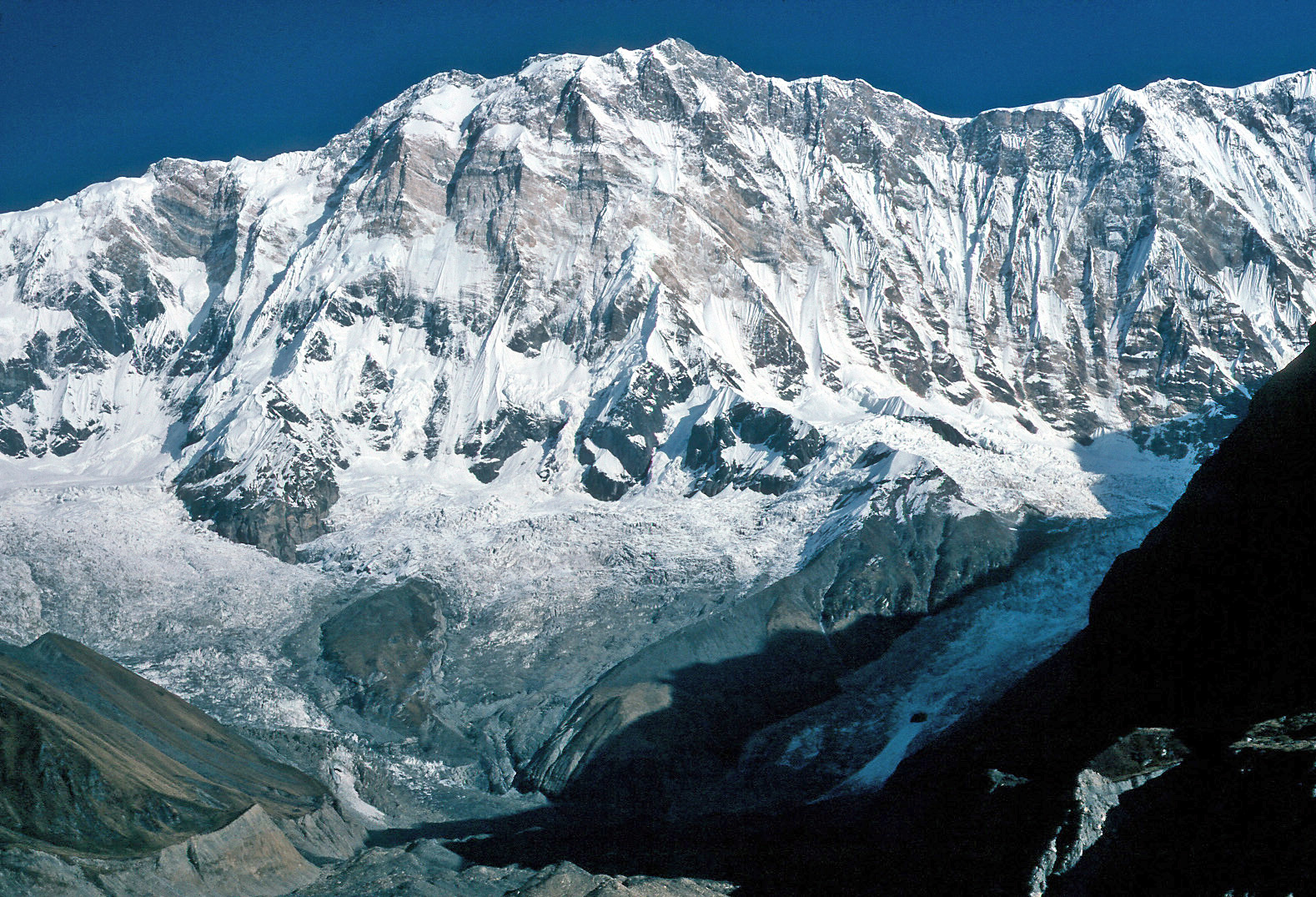
Аннапурна I
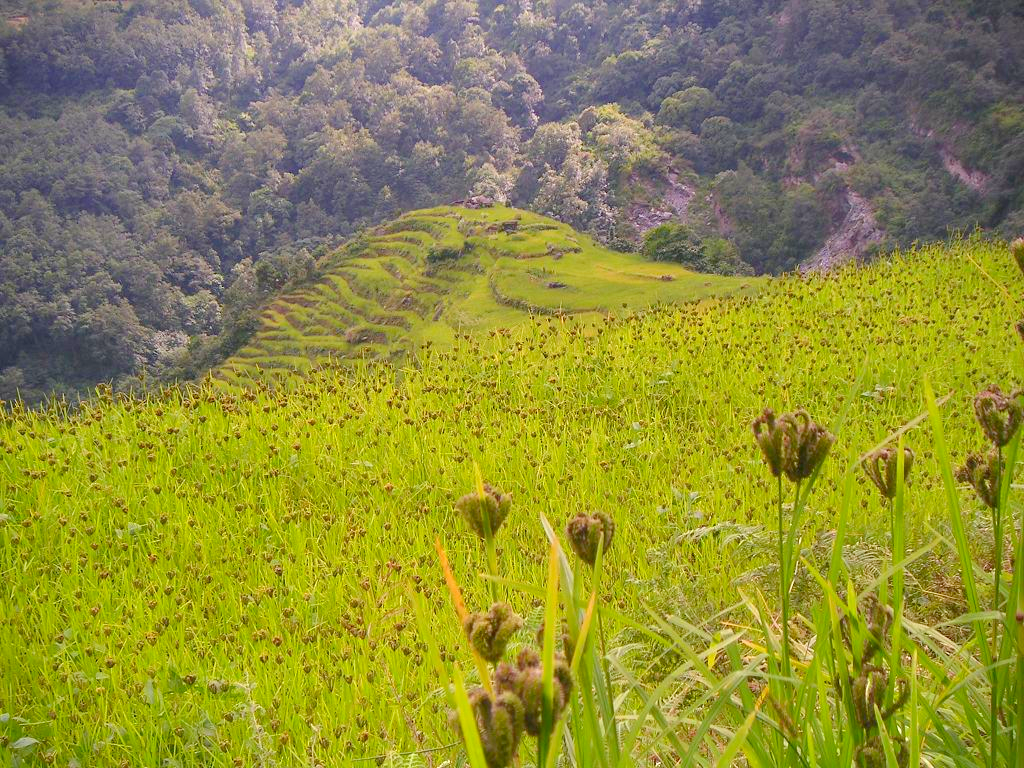
Зелені поля в околицях Аннапурни
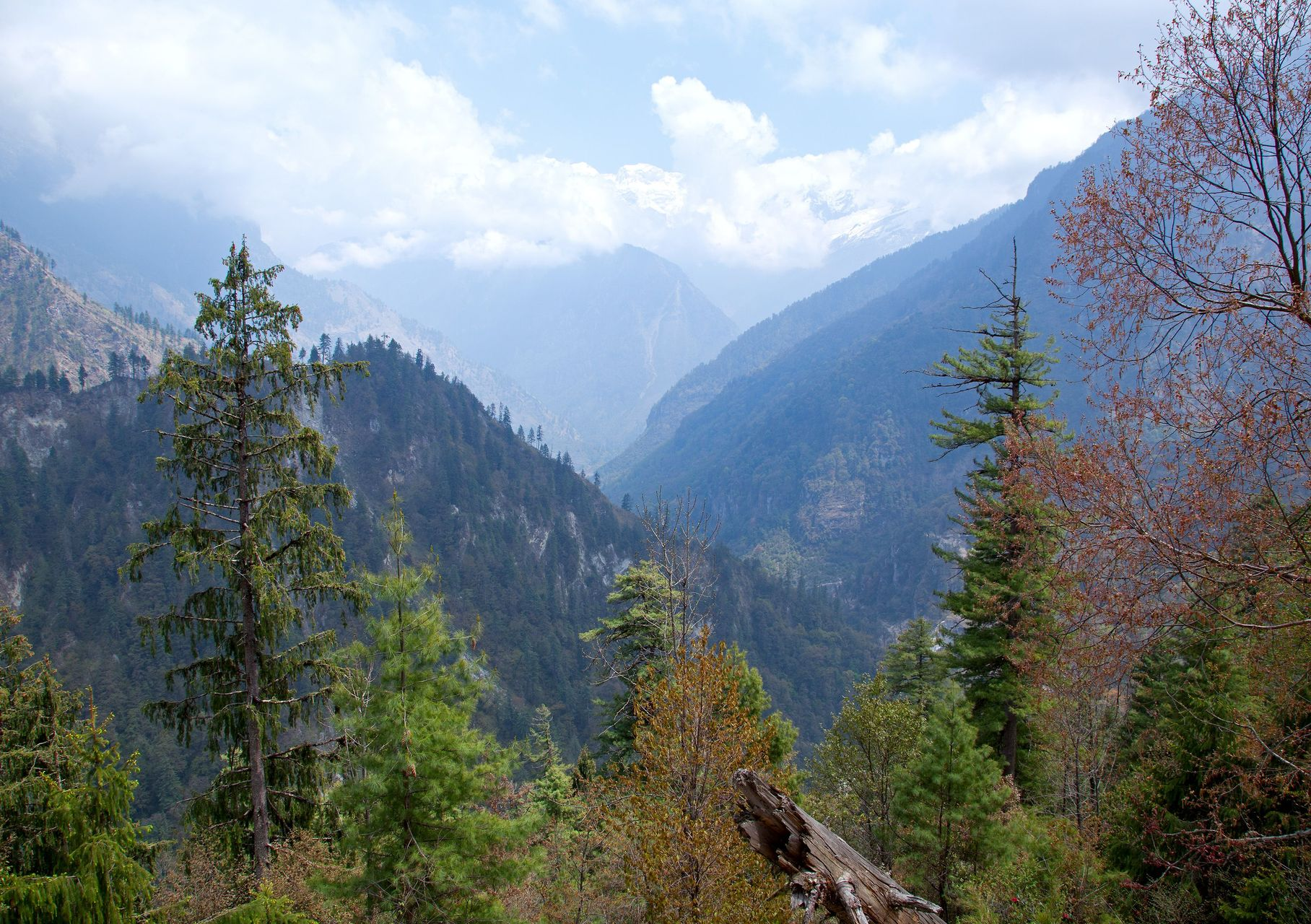
Долина річки Марс'янді
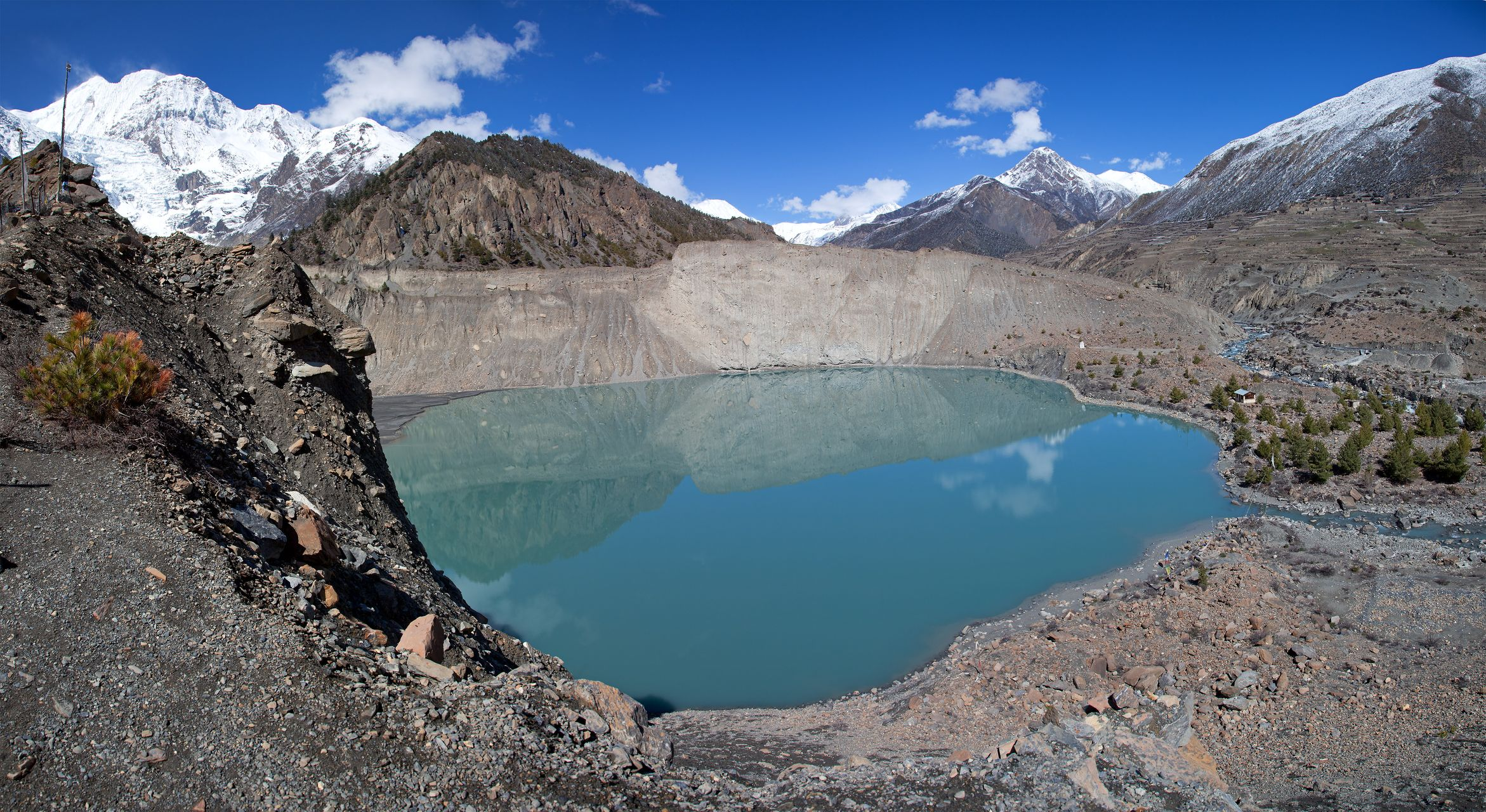
Озеро, утворене талими водами льодовика Гангапурни
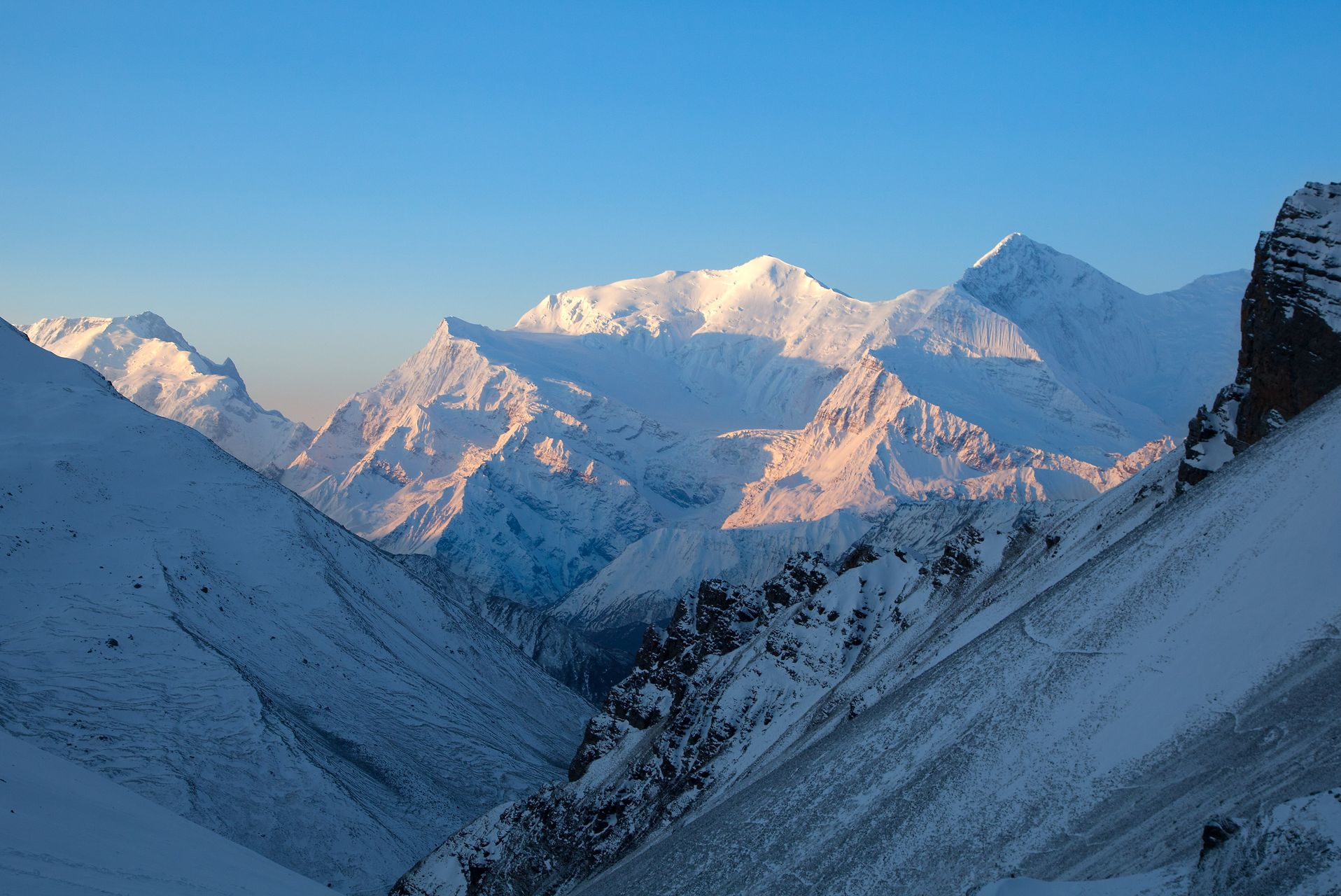
Аннапурна III (в центрі) і Гангапурна (праворуч)

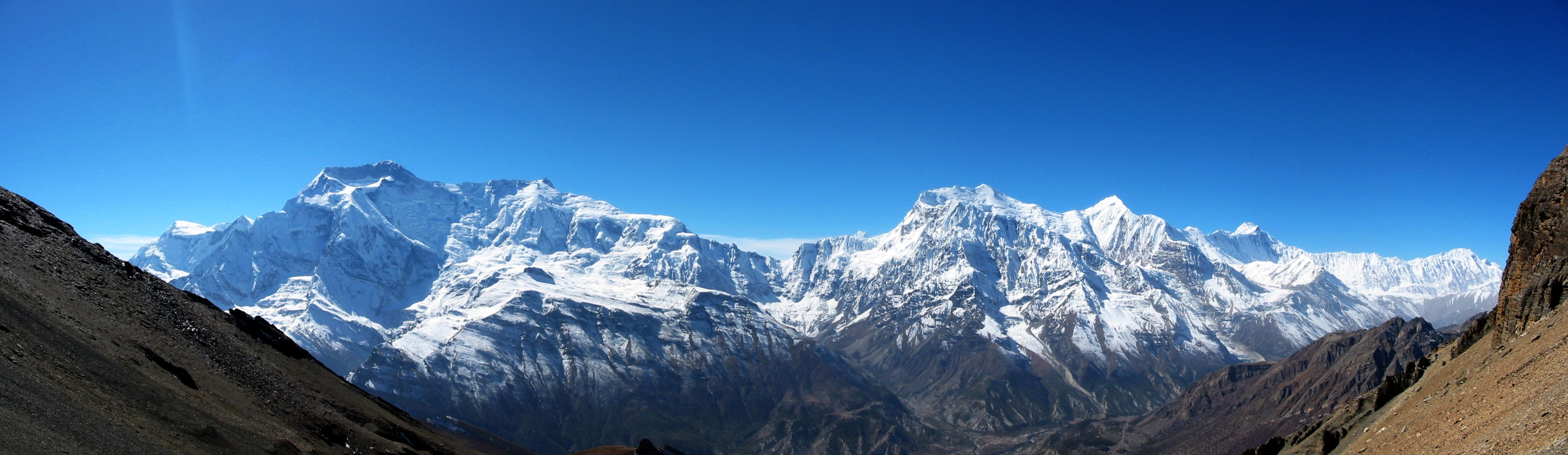
Гірський масив Аннапурна з півночі